# Isola Santa
Isola Santa è una frazione del comune italiano di Careggine, nella provincia di Lucca, in Toscana.

## Storia e descrizione
Si tratta di un piccolo paese situato sulle Alpi Apuane, in Garfagnana. Posto a 550 m s.l.m., fu probabilmente fondato come ospizio nell'alto medioevo, sulla strada che collegava la Garfagnana alla Versilia. Lungo questo tragitto duro e faticoso, Isola Santa era un punto di passaggio obbligato..
Questo borgo, un tempo abbandonato, è stato in parte ristrutturato negli ultimi anni e, pur mantenendo un aspetto molto rustico, è stato trasformato in un albergo diffuso. Isola Santa è abbellita da un'antica chiesa dedicata a San Jacopo, citata nel 1260 e ormai sconsacrata. Il borgo si affaccia su un lago artificiale, riempito dalle acque del torrente Turrite Secca fermate da una diga nel 1948-49 (ad uso della vicina centrale idroelettrica), che in parte sommerse l'antico abitato. Ogni dieci anni, lo svuotamento del bacino fa riafforare gli edifici semidistrutti del villaggio, in particolare un mulino e un ponticello di pietra. 
Da Isola Santa partono sentieri escursionistici che raggiungono alcune tra le cime più importanti e conosciute della zona, come il Monte Corchia, il Freddone e il Monte Penna di Sumbra.
Nel 1975 gli ultimi abitanti rimasti, durante un periodo di svuotamento del bacino artificiale, lo occupano per rivendicare il diritto ad abitazioni nuove e sicure. La lotta ebbe in parte successo, le case vennero costruite altrove e il paese si svuotò.
Attualmente l'esigua popolazione presente è composta in maggioranza dai gestori delle attività ristorative e ricettive, che accolgono i turisti. Il turismo culturale e ambientale è ciò che tiene vivo l'interesse della collettività per questo antico borgo, il quale sarebbe altrimenti diroccato. 
Alcuni scavi condotti dall'Università di Pisa tra il 1976 e il 1977 hanno permesso il ritrovamento di importanti dati archeologici, che testimoniano la presenza di un insediamento all'aperto occupato per molto tempo da gruppi della fase finale del Paleolitico e poi del Mesolitico, che più volte si accamparono in questo luogo.
Nel 2021 nemmeno la pandemia blocca l'afflusso di turisti al paese, tantoché si palesa la necessità di dotare Isola Santa di un moderno parcheggio, poiché le auto fermate lungo la provinciale sovrastante creano traffico e disagi.

## Galleria d'immagini

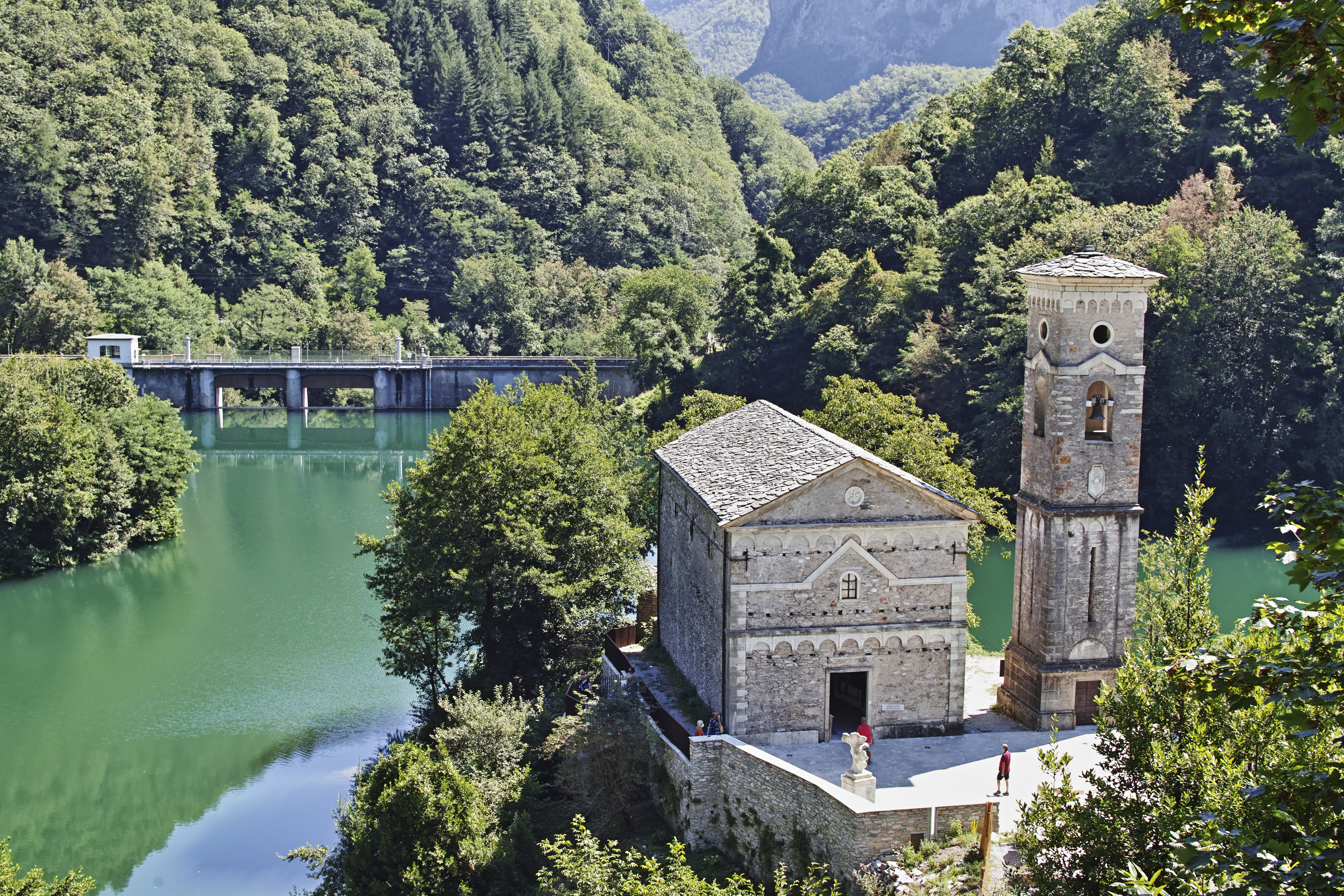
Chiesa di San Jacopo e dietro la diga.
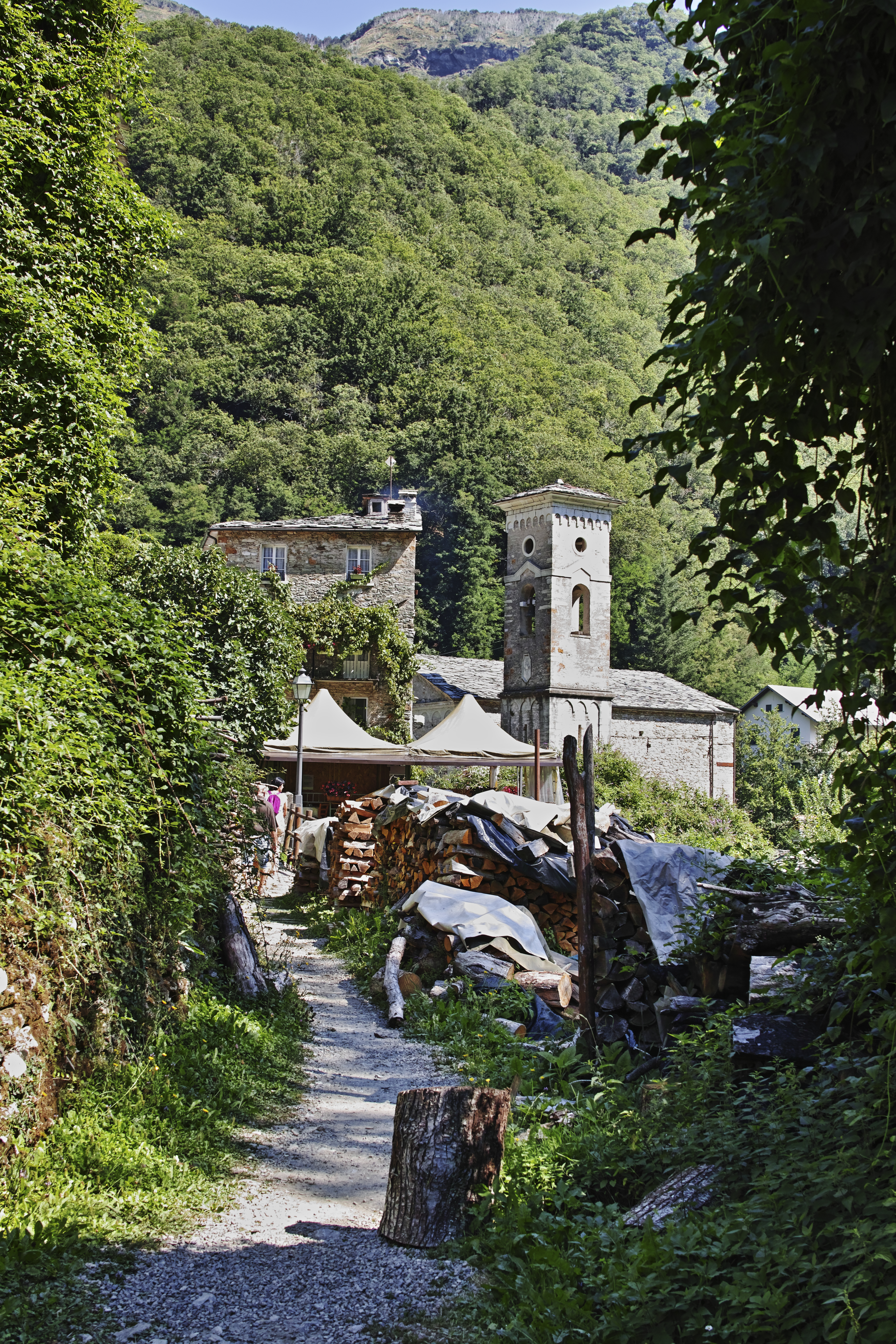
Scorcio della Chiesa dal Sentiero
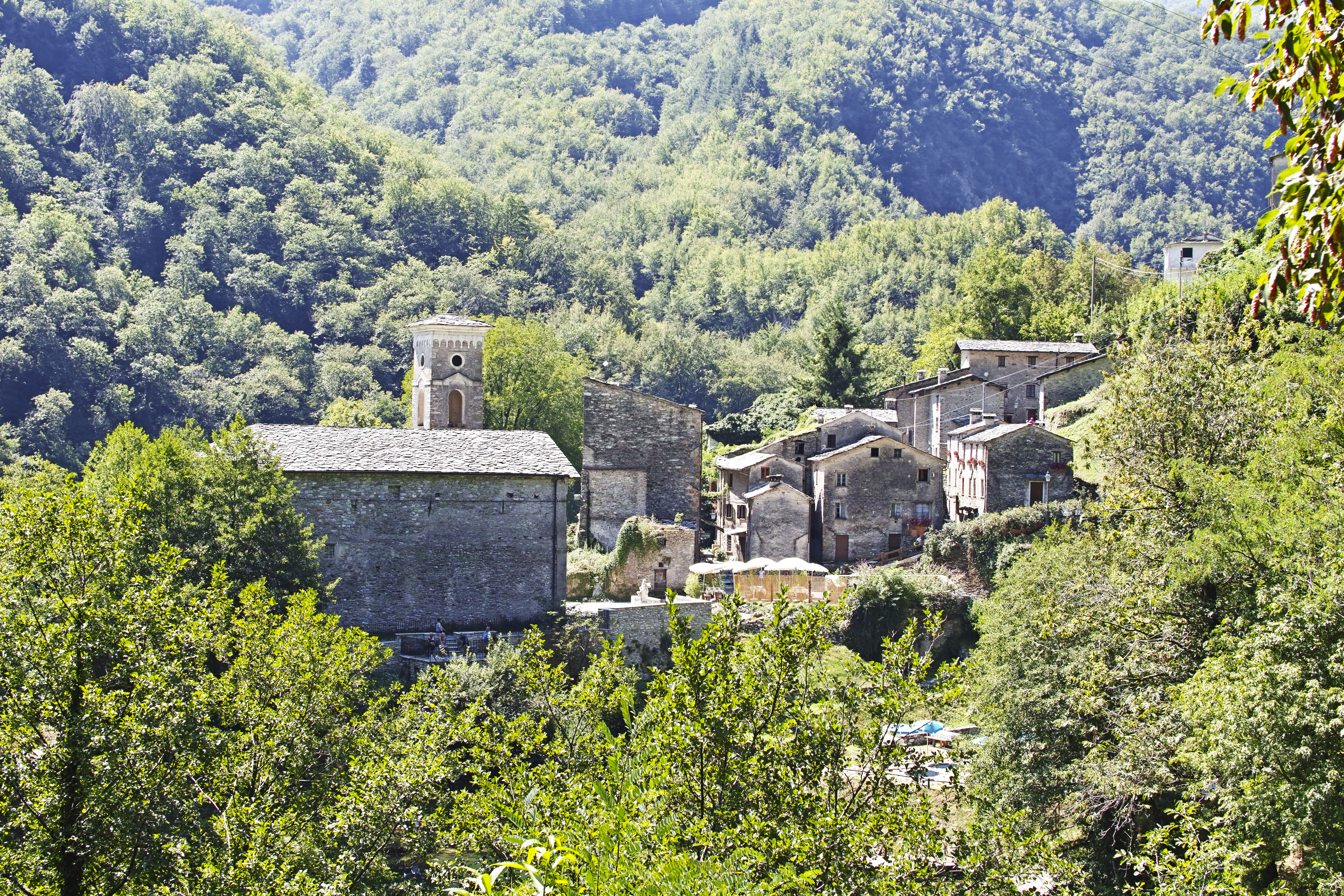
Veduta del paese
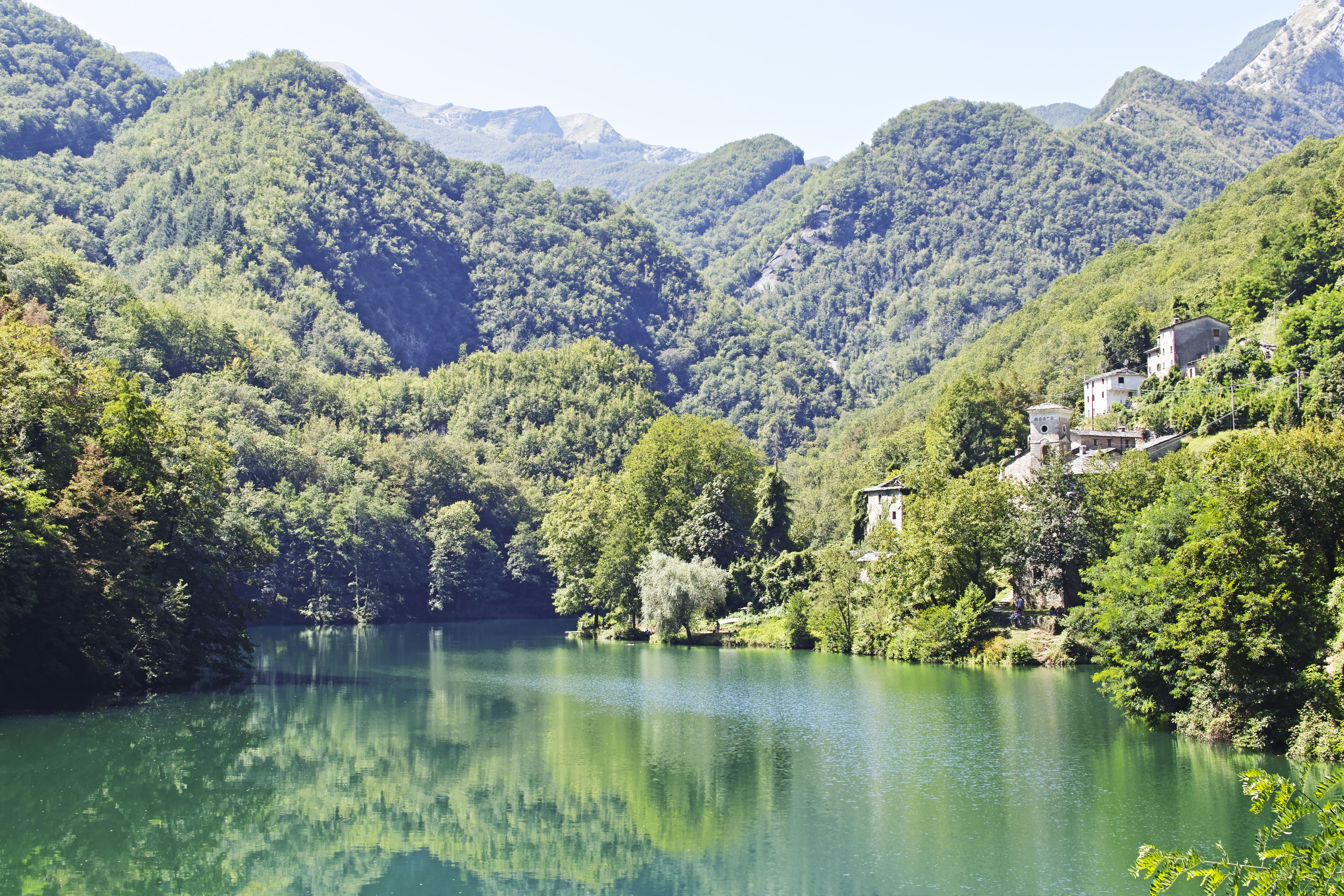
Veduta del paese e del lago
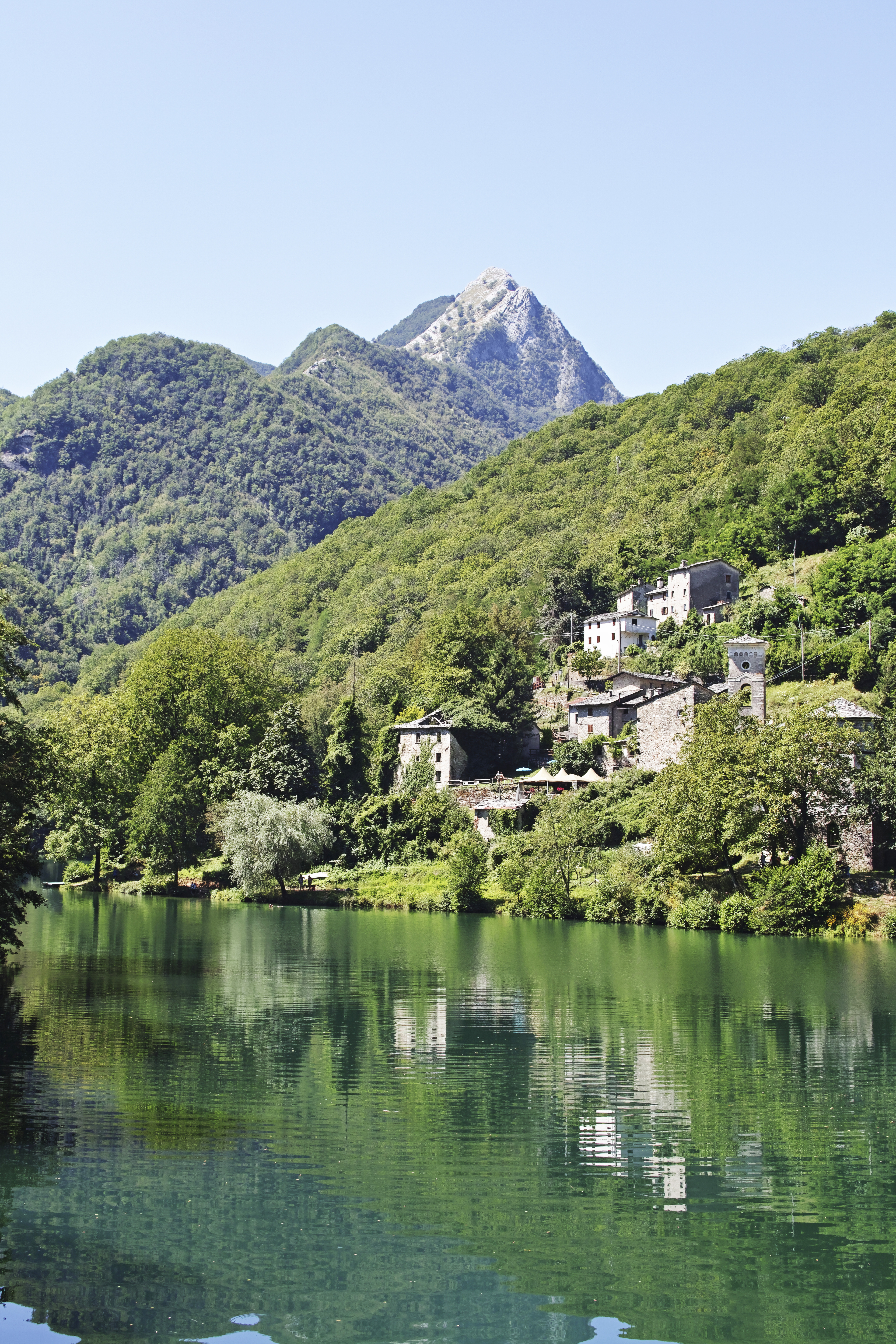
Veduta del paese e del lago